# Котлаба, Франтишек
Фра́нтишек Ко́тлаба (чеш. František Kotlaba; 20 мая 1927 — 11 июня 2020) — чешский миколог.

## Биография
Франтишек Котлаба родился 20 мая 1927 года в деревне Властиборш близ г. Собеслав на территории района Табор. Учился в Карловом университете в Праге, получил степень доктора философии по естественным наукам. В 1957 году Котлаба стал работать в Национальном музее Праги. В 1962 году он стал членом Чехословацкой академии наук. На протяжении долгого времени Франтишек Котлаба был одним из редактором микологического журнала Mykologické listy. Также он является автором нескольких научных и научно-популярных книг по микологии, издал множество публикаций в журнале Ceská Mykologie. В 2007 году, к 80-летию Котлабы, в его честь был назван род Frantisekia.

## Некоторые научные публикации
- Kotlaba, F.; Pouzar, Z. (1956). Nové nebo málo známé chorošé pro Československo. I. Bělochoroš bělohnědý — Tyromyces albobrunneus (Rom.) Bond. Česká Mykologie 10 (1): 59-64, 3 figs, 1 pl.
- Kotlaba, F.; Pouzar, Z. (1957). Nové nebo málo známé chorosé pro Ceskoslovensko. II. Česká Mykologie 11 (4): 214—224, 4 figs.
- Kotlaba, F.; Pouzar, Z. (1958). Nové nebo málo známé choroše pro Československo III. Česká Mykologie 12 (2): 95-104.
- Kotlaba, F. (1984). Zeměpisné rozšíření a ekologie chorošů (Polyporales s.l.) v. Československu. 235 pp. Praha: Academia.
- Kuthan, J.; Kotlaba, F. (1988, publ. 1989). Makromyzeten der Bulgarischen Schwarzmeerküste und einiger Orte im Landesinnern Bulgariens. Sborník Národního Muzea v Praze B 44 (3-4): 137—243, 18 plates.
- Herink, J.; Kotlaba, F. (1993). Dr. Zdeněk POUZAR sexagenarian. Czech Mycology 47 (1): 89-100, incl. portrait.
- Kotlaba, F.; Klán, J. (1994). A handful of Aphyllophorales collected in Greece. Czech Mycology 47 (3): 199—205, 2 plates.

## Роды грибов, названные в честь Ф. Котлабы
- Frantisekia Spirin & Zmitr., 2007 [syn.  Antrodiella Ryvarden & I.Johans., 1980]
- Kotlabaea Svrcek, 1969